# Éva Kun
Éva Kun (7 de noviembre de 1917-2 de abril de 1982) fue una deportista húngara que compitió en esgrima, especialista en la modalidad de florete. Ganó una medalla de plata en el Campeonato Mundial de Esgrima de 1948 en la prueba por equipos.

## Palmarés internacional
| Campeonato Mundial | Campeonato Mundial     | Campeonato Mundial | Campeonato Mundial  |
| Año                | Lugar                  | Medalla            | Prueba              |
| ------------------ | ---------------------- | ------------------ | ------------------- |
| 1948               | La Haya (Países Bajos) | Medalla de plata   | Florete por equipos |